# Rafail Kumendakis
Rafail Kumendakis (gr. Ραφαήλ Κουμεντάκης; ur. 5 maja 1993 w Salonikach) – grecki siatkarz, grający na pozycji przyjmującego. 

## Sukcesy klubowe
Puchar Grecji:
- 2018, 2022[4], 2024[5], 2025[6]

Mistrzostwo Grecji:
- 2019, 2023[7], 2024[8]
- 2018, 2020, 2025[9]

Puchar Ligi Greckiej:
- 2019, 2024[10]

Puchar Challenge:
- 2023[11]

Superpuchar Grecji:
- 2025[12]

## Sukcesy reprezentacyjne
Liga Europejska:
- 2014[13]

## Nagrody indywidualne
- 2018: MVP Pucharu Grecji
- 2022: MVP Pucharu Grecji